# Operativer Konstruktivismus
Als eine Form des Konstruktivismus behandelt der operative Konstruktivismus das klassische Problem, wie Erkenntnis möglich ist, obwohl die Erkenntnis keinen von ihr unabhängigen Zugang zur Realität außer ihr hat: „Konstruktivistische Theorien behaupten, dass kognitive Systeme (z. B. Glühwürmchen oder Menschen; d. A.) nicht in der Lage sind, zwischen den Bedingungen der Existenz von Realobjekten und den Bedingungen ihrer Erkenntnis zu unterscheiden, weil sie keinen erkenntnisunabhängigen Zugang zu solchen Realobjekten haben.“
Erkennen bedeutet für Niklas Luhmann Beobachten, also Unterscheiden und Bezeichnen. Durch den rekursiven Vorgang des Operierens wird die Differenz von System und Umwelt stets im operierenden System selbst erzeugt: „Die primäre Realität liegt, die Kognition mag auf sich reflektieren, wie sie will, nicht in "der Welt draußen", sondern in den kognitiven Operationen selbst“.
In der Umwelt gibt es in diesem Sinne also weder Dinge noch Ereignisse: alles Beobachtbare ist Eigenleistung (=Konstruktion) des Beobachters, des operierenden Systems. Dies gilt folglich auch für die Erkenntnis einer Differenz Realität/Konstruktion. Erkenntnis führt damit auf Unterscheidungen zurück, welche wiederum auf Unterscheidungen zurückführen usw.
Damit wird ein „Letztgrund“ hinfällig. Dieser Überlegungsgang erlaubt allerdings keinen Rückschluss auf die Nicht-Realität der Umwelt. Er erlaubt aber auch nicht den Schluss, dass es außerhalb des erkennenden Systems nichts gibt. In Luhmanns Worten: „Der operative Konstruktivismus bezweifelt keineswegs, dass es eine Umwelt gibt. Sonst hätte ja auch der Begriff der Systemgrenze, der voraussetzt, dass es eine andere Seite gibt, keinen Sinn. Die These des operativen Konstruktivismus führt also nicht zu einem ‚Weltverlust', sie bestreitet nicht, dass es Realität gibt. Aber sie setzt die Welt nicht als Gegenstand, sondern im Sinne der Phänomenologie als Horizont voraus. Also unerreichbar. Und deshalb bleibt keine andere Möglichkeit als: Realität zu konstruieren und eventuell: Beobachter zu beobachten, wie sie Realität konstruieren.“